# Remunerație
Remunerația este plata sau compensația financiară furnizată în schimbul serviciilor prestate de un angajat.

## Etimologie
Cuvântul remunerație provine din franceză rémunération, latină remuneratio, -onis:„răsplată”, „recompensă”. Substantivul din latină: remuneratio, remunerationis este un derivat al verbului latin: remuneo, remunerare, care provine din latinescul munus, muneris: „cadou”, „gratificație”.
Uneori e scris și / sau pronunțat greșit ca renumerație, lucru caricaturizat prin ticul verbal al lui Pristanda, în piesa de teatru O scrisoare pierdută de Ion Luca Caragiale: Famelie mare... renumerație după buget mică...

## Comisioane
Comisioanele reprezintă o formă de remunerație variabilă pentru serviciile prestate sau produsele vândute. Este frecvent utilizat în domeniul vânzărilor, unde angajații sunt plătiți în funcție de performanță sau ca procent din valoarea vânzărilor realizate, mai degrabă decât pe oră sau în funcție de încercările de a vinde.
Această formă de plată este adesea utilizată pentru a recompensa personalul de vânzări sau pentru a încuraja comportamente specifice. De exemplu, comisionul poate fi redus dacă se acordă reduceri sau poate fi majorat pentru promovarea anumitor produse.
Comisioanele sunt comune în industrii precum vânzările auto, asigurările, imobiliarele, serviciile de brokeraj, telecomunicații, vânzările articolelor de lux, serviciile financiare, industria farmaceutică, turism, educația privată, publicitatea și vânzările B2B (business to business).

### Comisionul recurent
Comisionul recurent (în engleză trail comission) reprezintă un tip de comision plătit de către companiile de administrare a investițiilor către consilierii financiari. Acesta este calculat anual și variază între 0,1% și 0,9% din valoarea portofoliului investit de client. Dacă o investiție este realizată direct printr-un consilier financiar, comisionul este, de regulă, încasat integral de către consilier.
În teorie, consilierul financiar ar trebui să acționeze exclusiv în interesul clientului. Totuși, există riscul ca acesta să recomande fonduri de investiții care îi oferă un comision recurent mai mare, chiar dacă acestea nu sunt neapărat cele mai potrivite pentru client.
În Regatul Unit, în urma legii Retail Distribution Review, comisioanele recurente au fost interzise pentru vânzarea produselor de investiții noi începând cu 6 aprilie 2014, fiind complet eliminate din 6 aprilie 2016.

## Remunerația executivă
Remunerația executivă este compusă atât din remunerația financiară (salariul executiv), cât și din alte beneficii nefinanciare primite de un executiv de la firma angajatoare în schimbul serviciului său. Acesta este un amestec de salariu fix, bonusuri variabile pe bază de performanță (cash sau acțiuni în companie) și alte beneficii care au în considerare reglementările în vigoare, legea fiscală și dorințele organizației și executivului.

### Stimulente pe termen scurt
Pe măsură ce angajații urcă ierarhic în cadrul companiei, este posibil ca stimulentele pe termen scurt să fie adăugate pachetului lor de remunerație totală. Stimulentele pe termen scurt sunt de obicei calculate pe bază de formule și au criterii de performanță asociate (KPI-uri) în funcție de rolul executivului. De exemplu, bonusul bazat pe performanță al Directorului Executiv poate fi legat de creșterea veniturilor. Aceste bonusuri sunt post-factum și adesea sunt discreționare.
Stimulentele pe termen scurt pot lua și alte forme, precum beneficii suplimentare sau cheltuieli plătite (privilegii). Nivelul stimulentelor pe termen scurt depinde de nivelul de senioritate, de exemplu, un executiv junior poate avea stimulentele plafonate la 10% din salariul de bază, în timp ce un executiv senior poate ajunge la 50% sau mai mult. Beneficiile suplimentare pot fi:
- planuri de masă;
- asigurări de sănătate;
- planuri de pensionare;
- mașini de serviciu;
- acoperirea cheltuielilor de educație;
- zile suplimentare de concediu plătit;
- vouchere de vacanță sau tichete cadou;
- acoperirea cheltuielilor de relocare pentru angajați și familiile acestora;
- împrumuturi fără dobândă pentru achiziționarea unei locuințe.

### Stimulente pe termen mediu
Stimulentele pe termen mediu sunt adesea asociate cu realizarea obiectivelor strategice ale companiei și, prin urmare, se extind dincolo de stimulentele pe termen scurt. Acestea sunt concepute pentru a alinia performanța colectivă a angajaților cu direcția strategică a organizației.
Stimulentele sunt condiționate de atingerea unor indicatori de performanță prestabiliți, fără a lua în considerare în mod direct contribuția individuală a angajaților. Spre deosebire de bonusurile pe termen scurt, care pot fi acordate anual, cele pe termen mediu sunt evaluate și plătite doar după ce perioada de referință s-a încheiat, adesea între 2 și 5 ani. Această întârziere în plată este un mijloc de a încuraja loialitatea și retenția personalului cheie.
Majoritatea companiilor listate la bursă se concentrează pe celalte stimulente, iar stimulentele pe termen mediu rămân relativ rare sau nedeclarate public.

### Stimulente pe termen lung
Stimulentele pe termen lung sunt menite să alinieze interesele executivilor cu cele ale acționarilor, stimulând performanța pe termen lung. Cele mai comune forme sunt opțiunile pe acțiuni, care oferă dreptul de a cumpăra acțiuni la un preț prestabilit după o perioadă, drepturile de performanță, care se transformă în acțiuni dacă sunt atinse obiectivele de performanță; și acțiunile restricționate, care sunt acordate executivului, dar nu pot fi vândute până la îndeplinirea unor condiții.
Deși eficiente pentru retenția executivilor, aceste stimulente pot încuraja riscuri excesive și manipularea rezultatelor financiare, motiv pentru care există o presiune tot mai mare ca firmele să adopte prevederi de recuperare a renumerațiilor în caz de comportament necorespunzător.

### Reglementare
Pentru a aborda creștere remunerației executive, pot fi aplicate mai multe strategii:
- Extinderea perioadei de dobândire pentru acțiuni, pentru a împiedica executivii să se concentreze pe câștigurile pe termen scurt;
- Controlul investitorilor asupra salariilor executive, așa cum s-a văzut în referendumul elvețian din 2013;
- Divulgarea salariilor impune companiilor să publice detalii despre salarii în rapoartele lor anuale;
- Votul acționarilor asupra remunerației;
- Sistemul bonus-malus unde executivii să își asume riscuri negative, pe lângă remunerație;
- Impozitarea progresivă ar putea taxa veniturile mari pentru a reduce plățile excesive;
- Salariul maxim presupune plafonarea remunerației executive, cum ar fi limita de 500.000 dolari în Statele Unite pentru companiile care primesc asistență financiară de la guvern;
- Compensație asemănătoare datoriei care să echilibreze plata în acțiuni;
- Regula celor două respingeri din Australia unde este reales consiliul dacă acționarii resping rapoartele de remunerație în două întâlniri anuale consecutive;
- Comitete de remunerare iindependente pentru a stabili pachete salariale;
- Recuperarea bonusurilor care permit companiilor să recupereze bonusuri în anumite condiții, precum legea Dodd-Frank și Sarbanes-Oxley în Statele Unite.

### Salariu de un dolar
Salariul de un dolar este o metodă folosită de executivi care doresc să lucreze fără recompensă directă, dar trebuie să primească un salariu mai mare decât zero pentru a fi diferențiați legal de voluntari. Conceptul a apărut la începutul anilor 1900, când lideri din industria americană și-au oferit serviciile guvernului în timpul războialeor. Din 1990, mulți executivi au început să accepte salarii de un dolar pentru că startup-ul se află în dificultate sau pentru a evita impozitele pe venit.
Printre persoanele care au avut salariu de un dolar se numără: Steve Jobs, Larry Page, Sergey Brin, Elon Musk, Mark Zuckerberg, Terry Semel, John F. Kennedy, Jan Koum, Arnold Schwarzenegger.

## Salariu
Salariul este o formă de plată periodică oferită de un angajator unui angajat, de regulă stipulată într-un contract de muncă. Acesta se diferențiază de plata pe unitate de muncă (numită uneori „salariu pe oră” sau „plată la bucată”), unde remunerația se acordă în funcție de orele lucrate sau de volumul muncii efectuate, nu periodic și fix.

### Istorie
În vechime, una dintre formele timpurii de remunerație era sarea (cuvânt moștenit din latină: sal, salis, iar în acuzativ salem). Cuvântul din română salariu este un împrumut din latină salarium: „sumă de bani pentru cumpărarea sării, dată soldaților, slujbașilor; soldă” (Pliniu cel Bătrân); „indemnizație dată magistraților”; „salariu, onorar” (Seneca), eventual, prin intermediul cuvântului din franceză salaire:„salariu”. Potrivit lui Jean Fourastié, originea termenului o găsim într-o „alocație în monedă care permitea soldaților din legiunile romane să cumpere un pic de sare pentru a-și conserva rația în zilele în care ea era abundentă în carne”.
Cuvântul salariu e de obicei folosit atunci când plata se face regulat (săptămânal, lunar sau la fiecare jumătate de lună). Când plata se face la fiecare jumătate de lună (la 15 zile), salariul se numește chenzină, din francezul quinzaine, derivat din cuvântul din franceză „quinze”, care înseamnă cincisprezece; prima plată se numește avans, iar a doua lichidare.
În funcție de structura și tradițiile diferitelor economii, remunerația e de obicei stabilită prin mecanismele economiei de piață libere sau influențată de alți factori precum tradiția, structura socială, vechimea în muncă.
Unele țări impun prin legislație un salariu minim pe economie ca o încercare (discutabilă) de a preveni exploatarea angajaților cu salarii mici. În unele cazuri remunerația e stabilită prin negocieri colective duse de sindicate în numele angajaților.
Legea mai prevede, în unele țări, ca pe lângă plata în bani, să se acorde și tichete de masă, bonuri cu valoare, ce pot fi folosite pentru achiziționarea de produse alimentare.

## Legislația privind salariile în România

Structura salariului și a contribuțiilor de asigurări și protecție socială în 2007

### Salariul brut
Conform Codului Muncii, „salariul reprezintă contraprestația muncii depuse de salariat in baza contractului individual de muncă”. 
Salariul este exprimat și se achită în bani. Salariul cuvenit salariatului cuprinde salariul de bază, la care, în temeiul legii ori în urma negocierii individuale sau colective, se pot adăuga și alte sume de bani, sub formă de indemnizații, sporuri sau alte adaosuri.
Procentul de salariu brut care revine salariatului se numeste salariu net, iar restul venitului se imparte in functie de legislatia in vigoare in urmatoarele categorii:

#### CAS (Contribuția pentru Asigurări Sociale de Stat)
Contribuția pentru asigurări sociale (CAS) reprezintă un procent brut al angajatului care este redirecționat către Casa Națională de Pensii Publice (CNPP). Această contribuție are rolul de a finanța sistemul public de pensii și se calculează la o rată de 25% din salariul brut al angajatului.

#### CASS (Contribuția pentru Asigurări Sociale de Sănătate)
Contribuția pentru asigurări sociale de sănătate (CASS) este o sumă plătită de angajat către sistemul public de sănătate din România. Aceasta reprezintă aproximativ 10% din salariul brut și este destinată să finanțeze serviciile medicale publice, precum spitale, clinici și tratamente de sănătate pentru toți cetățenii. CASS garantează accesul angajatului la servicii de sănătate esențiale precum consultații, analize, intervenții chirurgicale în baza sistemului de asigurări de sănătate.

#### Impozitul pe venit
Impozitul pe venit în România este un impozit de 10% aplicat asupra venitului net distribuit angajatului. Acesta reprezintă impozitul final pe care angajatul îl plătește statului, fiind calculat după deducerea contribuțiilor la CAS și CASS. Această sumă este colectată pentru finanțarea serviciilor publice, precum educația, infrastructura și protecția socială.